# Ischnosiphon longiflorus
Ischnosiphon longiflorus är en strimbladsväxtart som beskrevs av Karl Moritz Schumann. Ischnosiphon longiflorus ingår i släktet Ischnosiphon och familjen strimbladsväxter.

## Underarter
Arten delas in i följande underarter:
- I. l. angustifolius
- I. l. longiflorus